# Marcel Pascal
Marcel Pascal, né le 31 décembre 1924 à Escombres-et-le-Chesnois (Ardennes) et décédé le 8 décembre 1995 à Tours, est un footballeur français reconverti entraîneur.
Pascal est champion de deuxième division française en 1955 et remporte la Coupe de France 1956. Il part ensuite à l'AC Amboise pour y finir sa carrière au niveau amateur et entraîner durant presque vingt ans.

## Biographie
Lors de la saison 1954-1955, Marcel Pascal, alors joueur de l'UA Sedan-Torcy depuis une saison, est champion de deuxième division française et finaliste de la Coupe Drago. Pascal joue son premier match de première division française le 21 août 1955 lors de la réception de Lyon. Au terme de cet exercice 1955-1956, lui et les Sedanais remportent Coupe de France puis le Challenge des champions quelques mois plus tard,.
Parti pour le Limoges FC en 1957, Marcel Pascal est à nouveau promu en première division dès la première saison et goute à nouveau à l'élite français.
À la fin de cette saison 1958-1959, Pascal part pour l'AC Amboise évoluant en PH Centre (second échelon régional) où il devient entraîneur-joueur. Monté en Division d'Honneur dès le premier exercice, le club accède au Championnat de France amateur en 1963. Pascal y joue trois saisons avant de raccrocher les crampons et se consacrer à son rôle de technicien jusqu'en 1976,.

## Statistiques
Ce tableau présente les statistiques de Marcel Pascal,.
| Saison                | Club                  | Championnat           | Championnat | Championnat | Coupe(s) nationale(s) | Coupe(s) nationale(s) | Total | Total |
| Saison                | Club                  | Division              | M.          | B.          | M.                    | B.                    | M.    | B.    |
| 1953-1954             | UA Sedan-Torcy        | D2                    | 28          | 0           | 7                     | 1                     | 35    | 1     |
| 1954-1955             | UA Sedan-Torcy        | D2                    | 38          | 4           | 7                     | 0                     | 45    | 4     |
| 1955-1956             | UA Sedan-Torcy        | D1                    | 33          | 2           | 7                     | 0                     | 40    | 2     |
| 1956-1957             | UA Sedan-Torcy        | D1                    | 22          | 0           | 3                     | 0                     | 25    | 0     |
| 1957-1958             | Limoges FC            | D2                    | 39          | 1           | 4                     | 0                     | 43    | 1     |
| 1958-1959             | Limoges FC            | D1                    | 26          | 0           | 1                     | 0                     | 27    | 0     |
| 1959-1960             | AC Amboise            | PH Centre             | -           | -           | -                     | -                     | 0     | 0     |
| 1960-1961             | AC Amboise            | DH Centre             | -           | -           | -                     | -                     | 0     | 0     |
| 1961-1962             | AC Amboise            | DH Centre             | -           | -           | -                     | -                     | 0     | 0     |
| 1962-1963             | AC Amboise            | DH Centre             | -           | -           | -                     | -                     | 0     | 0     |
| 1963-1964             | AC Amboise            | CFA                   | -           | -           | -                     | -                     | 0     | 0     |
| 1964-1965             | AC Amboise            | CFA                   | -           | -           | -                     | -                     | 0     | 0     |
| 1965-1966             | AC Amboise            | CFA                   | 18          | 0           | -                     | -                     | 18    | 0     |
| Total sur la carrière | Total sur la carrière | Total sur la carrière | 204         | 7           | 29                    | 1                     | 233   | 8     |

## Palmarès
- Championnat de France D2 (1)
  - Champion : 1955

- Coupe de France (1)
  - Vainqueur : 1956[4]

- Challenge des champions (1)
  - Vainqueur : 1956

- Coupe Charles Drago
  - Finaliste : 1955

- DH Centre (1)
  - Champion en 1963